# تاكوما تيراشيما
تاكوما تيراشيما (寺島拓篤 تيراشيما تاكوما) هو مطرب ومؤدي أصوات ياباني ولد في 20 ديسمبر 1983 في محافظة إيشيكاوا.

## أدواره في الأنمي

### مسلسلات أنمي تلفزيونية
- أكويريون - أبولو
- دورارارا!! - سابورو توغوسا
- دورارارا!! ×2 المقدمة - سابورو توغوسا
- دورارارا!! ×2 المنتصف - سابورو توغوسا
- دورارارا!! ×2 الخاتمة - سابورو توغوسا
- سيكريد سفن - آرما تاندوجي
- بليتش - رورييرو كوجاكو
- زوكو سايونارا زِتسبو سينسيه - كونيا كينو
- زان سايونارا زِتسبو سينسيه - كونيا كينو
- الغبي والاختبار والوحش المستدعى - توشيميتسو كوبو
- ميد ساما! - إيكوتو ساراشينا
- أرشيف دانتاليان - تيتو
- أسطورة الأبطال الأسطوريين - سوي أورلا
- C3 - تايزو هاكوتو
- البدلة المتنقلة جاندام إيج - ديسيل غاريت (الشاب)
- بلاد لاد - وولف
- كامينوميزو شيرو سيكاي: الحارسات - ريو أساما
- هيوكا - ياماوتشي
- لوغ هورايزون - شيروي
- التلميذ المتخلف في ثانوية السحر - ليونهارت سايجو
- التلميذ المتخلف في ثانوية السحر: الزائرة - ليونهارت سايجو
- ميكاكوسيتي أكتورز - شينتارو
- الخادم الأسود Book of Circus - سنيك
- أص الديناري - ناويوكي زايزين
- أوبرا المحققين ميلكي هولمز - سوسيكي إيشيناغاري/ستونريفر
- معارك القوى الغريبة في حياتنا اليومية - هاجيمي كيريو
- آيدولماستر - توما أماغاسي
- آيدولماستر سايد إم - توما أماغاسي
- نادي ثانوية الوسيمين للدفاع عن الأرض LOVE! - أكويا غيرو
- نادي ثانوية الوسيمين للدفاع عن الأرض LOVE!LOVE! - أكويا غيرو
- أماغي بريليانت بارك - وانيبي
- فايري تايل - جاكال
- أمراء الغناء 1000% - أوتويا إيتوكي
- أمراء الغناء 2000% - أوتويا إيتوكي
- أمراء الغناء ريفولوشنز - أوتويا إيتوكي
- أمراء الغناء ليجند ستار - أوتويا إيتوكي
- سيرفامب - ماهيرو شيروتا
- جماليات البطل المرتد - زيكس
- أونميوجي نجم التوأم - تاتارا
- هايكيو!! ثانوية كاراسونو في مواجهة أكاديمية شيراتوريزاوا - إيتا سيمي
- كادو و الجواب الصحيح - ياهاكويزاشونينا
- طريق السعادة في ألعاب الإنترنت - كازوؤمي فوجيموتو
- أتوم ذا بيغينينغ - هيروشي أوتشانوميزو
- ريل غيرل - ميتسويا تاكاناشي
- بلاك كلوفر - كلاوس لونيت
- إعادة تجسيدي في هيئة هلام - ساتورو ميكامي
- سومو هينومارو - كيريهيتو تسوجي
- كوكورو كونكت - يوشيفومي آوكي
- تراي نايتس - توري فويوهارا
- كود غياس: لولوش الثائر R2 - كولتشاك
- تسوروني - هيروكي موتومورا
- غير الكفوء في أكاديمية الملك الشيطان - لاي غلانزدولي
- غليبنير - يوتا موراكامي
- دوروهيدورو - فوكوياما
- طوكيو ريفينجرز - أتسوشي سيندو/أكّن
- إيدنس زيرو - شيكي غرانبيل

### أوفا أنمي
- غوكو سايونارا زِتسبو سينسيه - كونيا كينو
- كامينوميزو شيرو سيكاي: تينري - ريو أساما

### أفلام أنمي
- سلسلة أفلام بريك بليد
  - بريك بليد: الفصل الثالث «جرح سيف القاتل» - إيو
  - بريك بليد: الفصل الرابع «أرض الكارثة» - إيو
  - بريك بليد: الفصل الخامس «أفق الموت» - إيو
  - بريك بليد: الفصل السادس «حصن الحزن» - إيو
- سلسلة أفلام كود غياس: أكيتو المنفي
  - كود غياس: أكيتو المنفي: الفصل الثاني «انقسام التنين» - آشلي أشورا
- آيدولماستر موفي: إلى الجانب البرّاق - توما أماغاسي
- التلميذ المتخلف في ثانوية السحر الفيلم: الفتاة التي تنادي النجوم - ليونهارت سايجو
- سيرفامب Alice in the Garden - ماهيرو شيروتا

## أدواره في ألعاب الفيديو
- ريزونانس أوف فايت - جان بولي
- آيدولماستر سايد إم - توما أماغاسي
- نادي ثانوية الوسيمين للدفاع عن الأرض LOVE!GAME! - أكويا غيرو
- جوجوز بيزار أدفنتشر: أول ستار باتل - بروشوتو
- جوجوز بيزار أدفنتشر: آيز أوف هيفن - بروشوتو

## ديسكوغرافيا

### ألبومات
- NEW GAME
- PRISM

### أغاني منفردة
- magic words
- スターテイル
- SCARLET SIGN
- INNER STAR
- 0+1
- sunlight avenue (شارة النهاية لمسلسل أنمي سيرفامب)

## وصلات خارجية
- تاكوما تيراشيما على موقع IMDb (الإنجليزية)
- تاكوما تيراشيما على موقع ميوزك برينز (الإنجليزية)
- تاكوما تيراشيما على موقع قاعدة بيانات الفيلم (الإنجليزية)
- تاكوما تيراشيما على موقع ANN person (الإنجليزية)